# Кринтята
Кринтята (укр. Кринтята) — село в Сходницкой поселковой общине Дрогобычского района Львовской области Украины.
Население по переписи 2001 года составляло 127 человек. Занимает площадь 1,2 км². Почтовый индекс — 82523. Телефонный код — 3269.